# Spodnja Pristava
Spodnja Pristava – wieś w Słowenii, w gminie Slovenske Konjice. W 2018 roku liczyła 38 mieszkańców.